# Астор, Нэнси
Нэ́нси Уитчер А́стор, виконтесса Астор (англ. Nancy Witcher Astor, Viscountess Astor, урождённая Лэ́нгхорн (англ. Langhorne); 19 мая 1879, Данвилл, Виргиния, США — 2 мая 1964, Линкольншир, Великобритания) — первая женщина, ставшая депутатом Палаты общин, нижней палаты британского парламента.

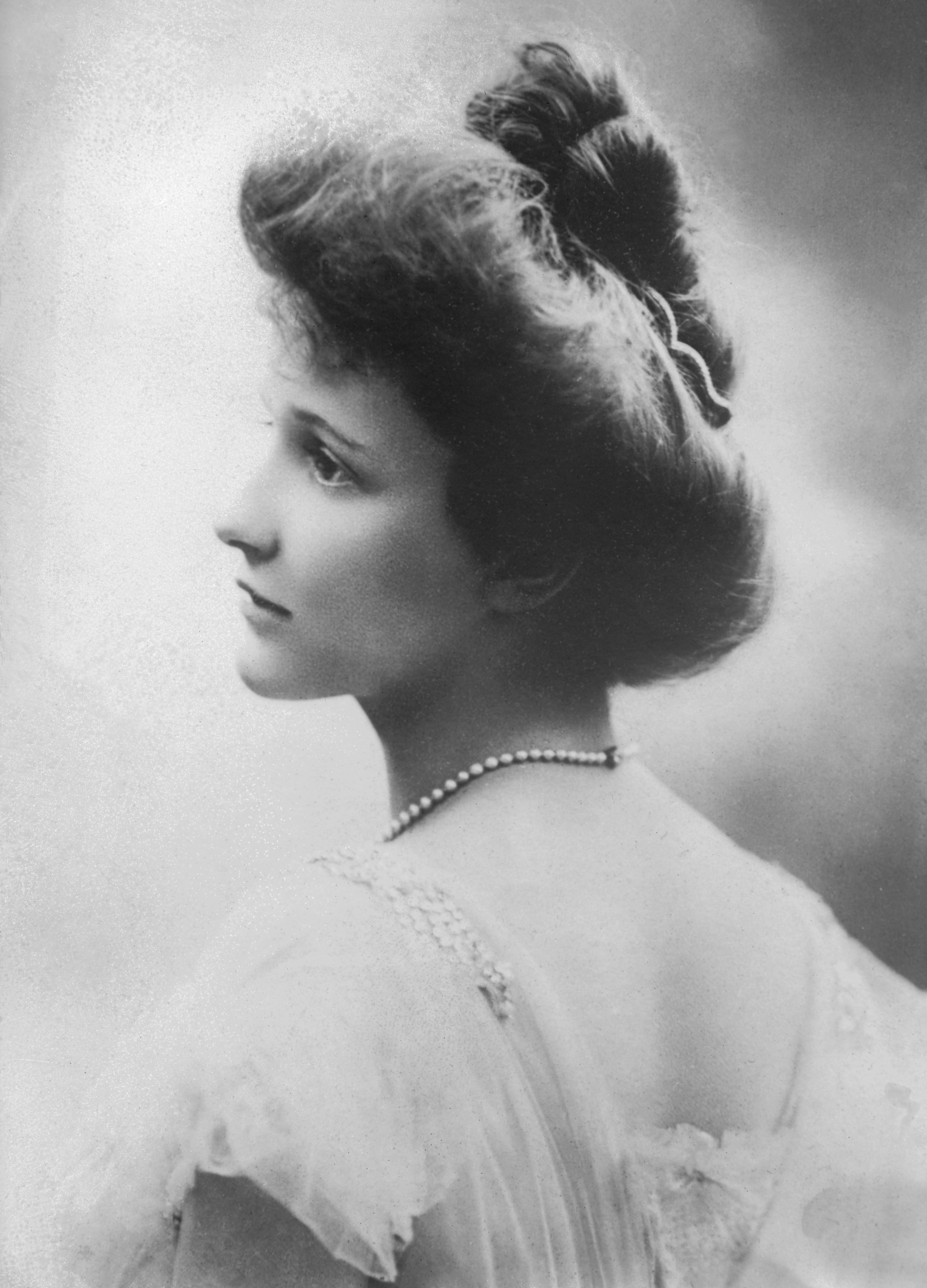
Нэнси Астор около 1908 года

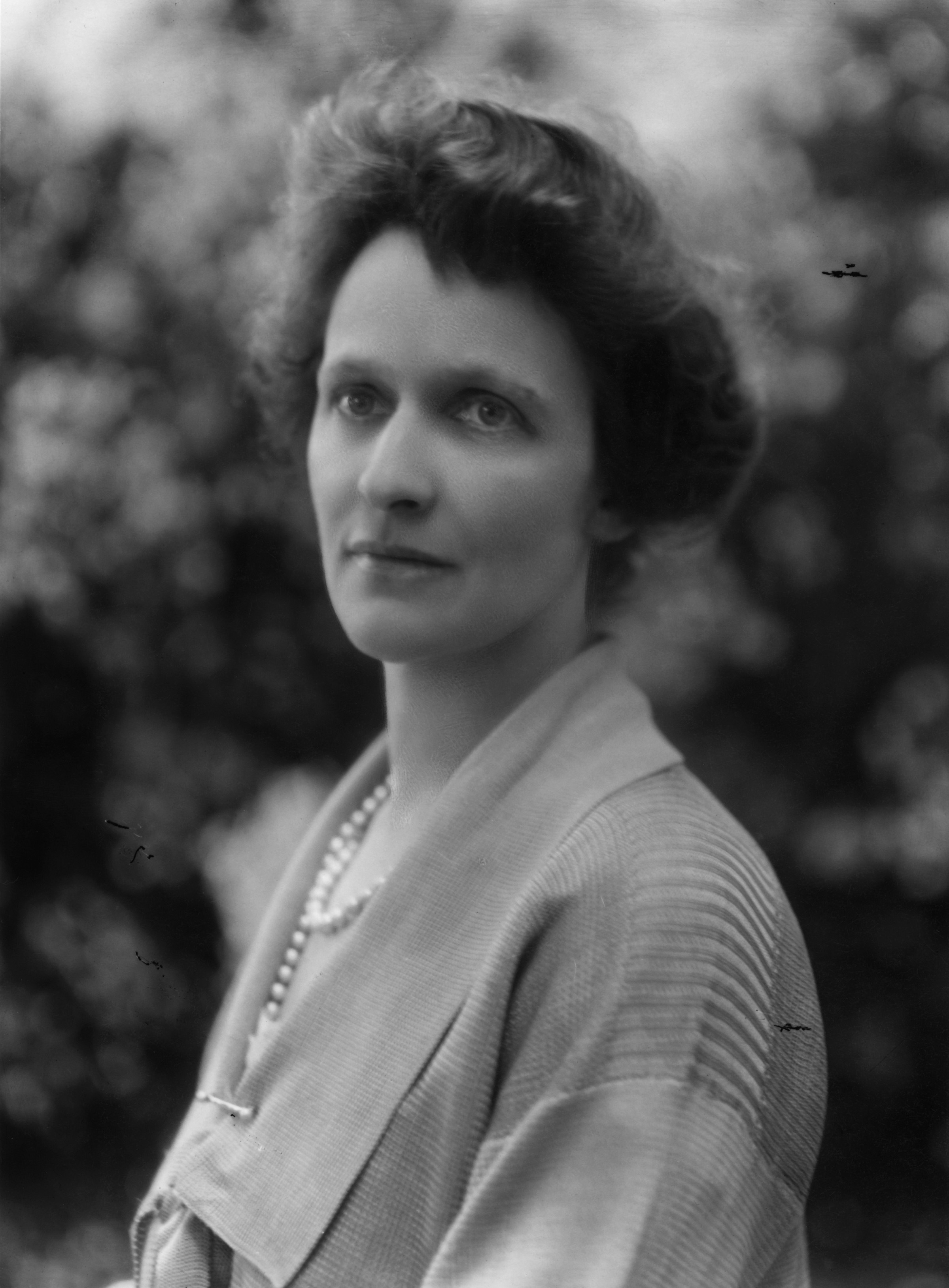
1923 год

## Биография
Дочь американского миллионера Чизуэлла Лэнгхорна. Переехала в Великобританию в молодом возрасте после развода с первым мужем; там вышла замуж за медиа-магната Уолдорфа Астора из промышленной династии Асторов. Для своего проживания нувориши приобрели герцогскую усадьбу Кливден, где давали фешенебельные приёмы. Консервативных политиков, которые собирались у Асторов, прозвали «Кливденской кликой».

## Политическая карьера
Леди Астор стала депутатом Палаты общин в 1919 году и в общей сложности работала в парламенте в течение 25 лет. Она уделяла большое внимание социальным проблемам женщин и семьи и была известна как горячая противница алкоголя: в своей первой речи в парламенте она назвала его «демоном», который является корнем всех зол, а в 1923 году выступила с законопроектом о продаже спиртных напитков лишь лицам, достигшим 18-летнего возраста.
Проявляла также активный интерес к мировой политике. Вначале она и её муж поддерживали премьер-министра Великобритании Невилла Чемберлена и были сторонниками мира с нацистской Германией любой ценой. Политику Уинстона Черчилля Астор также не поддерживала.
На первых послевоенных выборах в 1945 году Астор не выставляла свою кандидатуру и последние два десятилетия своей жизни провела вне политики.

## Известные высказывания
- Леди Астор: — Если бы я была вашей женой, Уинстон, то подсыпала бы вам яд в кофе.
Черчилль: — А если бы я был вашим мужем, то выпил бы его.
(Уинстон Черчилль, 1912 г.).

## Встреча со Сталиным
Во время визита Астор в СССР в 1931 году имела встречу со Сталиным. Посоветовав советскому лидеру направить в Британию делегацию для изучения опыта устройства детских садов (что было сделано), леди Астор спросила:
Когда вы прекратите убивать своих подданных?
Сталин потребовал передать сказанное дословно и ответил: «В нашей стране идет борьба с нарушителями конституции. Мир наступит, когда нарушения прекратятся». Насколько известно, леди Астор — единственный человек, в глаза назвавший Сталина убийцей.